# Olga Rukavíshnikova
Olga Rukavíshnikova (Rusia, 13 de marzo de 1955) es una atleta soviética retirada, especializada en la prueba de pentatlón en la que llegó a ser subcampeona olímpica en 1980.

## Carrera deportiva
En los JJ. OO. de Moscú 1980 ganó la medalla de plata en la competición de pentatlón, con un total de 4937 puntos, quedando tras su compatriota Nadezhda Tkachenko (oro con 5083 puntos que fue récord del mundo) y por delante de otra soviética, Olga Kuráguina.